# Passe de batalha
Na indústria de jogos eletrônicos, um passe de batalha (em inglês: battle pass) é um tipo de abordagem de monetização que fornece conteúdo adicional para um jogo geralmente por meio de um sistema de níveis, recompensando o jogador com itens do jogo por jogar e concluir desafios específicos. Inspirado no sistema de venda de passes de temporada e originado no Dota 2 em 2013, o modelo de passe de batalha ganhou mais uso como alternativa às taxas de assinatura e loot boxes a partir do final de 2010. Os passes de batalha tendem a oferecer passes gratuitos, que estão disponíveis para todos os usuários, e um passe premiado que exige cobranças anuais ou sazonais em troca de itens e cosméticos aprimorados.

## Conceito
Dentro do jogo eletrônico Fortnite e alguns outros, um passe de batalha pode ser oferecido gratuitamente a um jogador ou pode exigir que o jogador o compre por meio de microtransações. Uma vez obtido, o passe de batalha apresenta ao jogador uma série de níveis de recompensa; ao ganhar experiência suficiente para completar o nível, o jogador ganha as recompensas oferecidas naquele nível. Essas recompensas são tipicamente de natureza cosmética, como opções de personalização de personagens e armas (também conhecidas como skins), emotes e outros elementos que não afetam a jogabilidade. Recompensas mais desejáveis são fornecidas em níveis mais altos, que oferecem uma maneira de os jogadores mostrarem essas opções de personalização exclusivas para outros jogadores como um símbolo de status. A experiência é adquirida por meio da jogabilidade normal e, muitas vezes, por meio de desafios no jogo, enquanto alguns jogos oferecem uma maneira de acelerar a progressão por meio de um passe de batalha usando microtransações. Em jogos que oferecem passes de batalha gratuitos e pagos, o passe gratuito pode ter um número muito limitado de níveis ou oferecer recompensas menores ou menos desejáveis, mas acompanhará o progresso da progressão do jogador através do passe de batalha pago, permitindo comprar o passe de batalha a qualquer momento para colher os frutos.
Os passes de batalha e as recompensas contidas estão disponíveis apenas por um tempo limitado, geralmente alguns meses, após os quais um novo passe de batalha da temporada com um novo conjunto de recompensas fica disponível para aquisição. A maioria dos itens do passe de batalha não pode ser obtida após o término da temporada. Essa disponibilidade limitada alimenta o fenômeno psicológico do medo de perder (FOMO), que um jogador, sabendo que certas recompensas estarão disponíveis apenas por um tempo limitado, será levado a comprar e completar o passe de batalha para garantir que obteve as limitadas recompensas no tempo, trazendo mais receita para o jogo. Para esse fim, a progressão de um passe de batalha em direção às recompensas deve ser equilibrada com o tempo de jogo esperado e quais elementos de jogo contribuem para isso, para evitar que a progressão pareça desgastante. Por exemplo, o modo multijogador de Halo Infinite estreou com um passe de batalha que foi criticado por ser muito lento na progressão, que a desenvolvedora 343 Industries afirmou que observaria e equilibraria no futuro.
A estreia do sistema de passe de batalha de Overwatch 2, substituindo o sistema de loot box anterior, foi criticada pelos jogadores, já que a Blizzard Entertainment afirmou que novos heróis jogáveis estariam disponíveis por meio dos níveis gratuitos do passe de batalha, embora pudessem ser obtidos antes pagando pelo passe de batalha premiado. A Blizzard também confirmou que os jogadores que perderem o herói gratuito durante uma temporada poderão obtê-lo por uma via gratuita nas temporadas futuras. Isso contrastava com o primeiro Overwatch, onde todos os jogadores tinham acesso a novos heróis gratuitamente assim que fossem lançados. Os jogadores consideraram essa mudança uma abordagem de "pague para ganhar" (em inglês: pay to win) da Blizzard, além de forçar os jogadores a trabalhar duro para obter acesso aos novos heróis.
Os passes de batalha podem ter nomes diferentes, dependendo do jogo. Por exemplo, Rocket League e PlayerUnknown's Battlegrounds oferecem um "Rocket Pass" e um "Survivor Pass", respectivamente.

## História
Um dos primeiros exemplos conhecidos de um conceito de passe de batalha foi visto no Dota 2 da Valve durante um evento que cercou o The International de 2013, o torneio anual de esporte eletrônico para o jogo. Chamado de "Compêndio", ele forneceu conteúdo exclusivo no jogo e outros recursos para os jogadores que o compraram, com 25% de toda a receita obtida indo para a premiação do evento. Em 2016, a Valve incluiu o Compêndio em um passe maior conhecido como "International Battle Pass" e, posteriormente, introduziu uma forma mensal dele com seu recurso de assinatura Dota Plus em 2018. A Valve também adicionou "passes de campanha" ao Team Fortress 2 com eventos especiais em 2015. O passe de campanha deu ao jogador que o comprou vários objetivos para completar durante o evento para receber opções de personalização exclusivas.
A popularidade desses passes cresceu significativamente em 2018 com o uso no Fortnite Battle Royale da Epic Games. Seu grande sucesso em uma escala raramente vista antes atraiu grande interesse por seus métodos de monetização. O jogo gratuito para jogar adotou um cronograma de lançamento orientado por "temporadas", cada temporada durando cerca de 10 a 20 semanas, durante as quais um novo conjunto de itens cosméticos e emotes foi oferecido. O recém-criado "Battle Pass" foi adicionado a partir de sua segunda temporada, durante uma época em que o jogo estava tendo um grande crescimento em sua base de jogadores e tem sido usado pelo jogo desde então. Os passes de batalha são adquiridos por meio de uma moeda do jogo chamada V-Bucks, que deve ser comprada com fundos do mundo real por meio de microtransações ou ganhos via Fortnite: Save the World, bem como por meio do próprio passe de batalha. O analista Michael Pachter estimou que no primeiro dia da terceira temporada, em fevereiro de 2018, a Epic vendeu mais de cinco milhões de passes de batalha, gerando mais de US$ 50 milhões em receita em um único dia. Com a expansão do Fortnite para dispositivos móveis em março de 2018, as estimativas de receita do jogo foram de centenas de milhões de dólares por mês nos meses seguintes, principalmente das vendas de passes de batalha.
Ao mesmo tempo em que o Fortnite estava se tornando um sucesso, a indústria de jogos eletrônicos lidava com o problema das loot boxes, outro esquema de monetização em que os jogadores gastam dinheiro para abrir caixas contendo uma variedade aleatória de itens do jogo. No final da década de 2010, as loot boxes enfrentaram o escrutínio de vários grupos relacionados ao governo, acreditando que encorajavam o jogo de apostas, principalmente para jogadores jovens. Os passes de batalha foram então vistos como uma opção preferível às loot boxes, pois os jogadores seriam capazes de ver todas as recompensas que poderiam ganhar, mesmo que precisassem gastar muito tempo completando todos os níveis, garantindo que os jogadores continuassem jogando o jogo. Além disso, ao oferecer os meios para os jogadores comprarem níveis completos, os editores também podem obter receita adicional.

Juntamente com o sucesso da abordagem do passe de batalha do Fortnite e o esgotamento das controvérsias sobre as loot boxes, outros editores começaram a avaliar o uso do passe de batalha, com jornalistas de jogos teorizando que os jogos que antes dependiam de loot boxes ou funcionavam como um serviço poderiam começar a oferecer passes de batalha como um substituição. Um número crescente de jogos para celular, incluindo, entre outros, Call of Duty Mobile, PUBG Mobile, Clash Royale, Clash of Clans e Brawl Stars começaram a usar o sistema de passe de batalha em seus jogos. Alguns jogos, como Super Animal Royale e Halo Infinite, usam passes de batalha que não expiram, onde antigos passes de batalha permanecem compráveis e utilizáveis mesmo após o término de suas respectivas temporadas, mas apenas um passe pode ser ativado por vez. O Deep Rock Galactic distribui itens de passes sazonais em outras rodadas de cosméticos quando a temporada termina, para que os jogadores possam acessar os cosméticos mesmo após o término.